# Constantí Diògenes (fill de Romà IV)
|  | Per a altres significats, vegeu «Constantí Diògenes». |

Constantí Diògenes, en grec medieval Κωνσταντίνος Διογένης, mort l'any 1073, va ser un noble romà d'Orient fill de l'emperador Romà IV Diògenes.
Constantí era l'únic fill de Romà IV Diògenes i de la seva primera esposa, de la que no es coneix el nom, una filla d'Alusian de Bulgària. Estava exclòs de la línia successòria pel nou casament del seu pare amb l'emperadriu vídua Eudòxia Macrembolitissa l'any 1068. El nom de Constantí el portava pel seu avi, el general Constantí Diògenes, mort el 1032.
Es va casar amb Teodora Comnena, germana d'Aleix I Comnè (emperador del 1081 al 1118), durant el regnat del seu pare. La seva filla, Anna, més endavant es va casar amb Uroš I de Raška, gran príncep d'aquell país. Constantí va morir en una batalla el 1073.